# 1798
Évszázadok: 17. század – 18. század – 19. század
Évtizedek: 1740-es évek – 1750-es évek – 1760-as évek – 1770-es évek – 1780-as évek – 1790-es évek – 1800-as évek – 1810-es évek – 1820-as évek – 1830-as évek – 1840-es évek
Évek: 1793 – 1794 – 1795 – 1796 –  1797 – 1798 – 1799 – 1800 – 1801 – 1802 – 1803

## Események

### Határozott dátumú események
- január 25. – A Léman Köztársaság kikiáltása.[1]
- február 15. – Francia csapatok megszállják Rómát,[2] megfosztják VI. Piusz pápát államfői tisztségétől, és kikiáltják a Római Köztársaságot(wd).[3]
- április 11. – A Helvét Köztársaság nevű francia bábállam kikiáltása.[4]
- április 26. – Francia csapatok elfoglalják Genfet.[5]
- június 12. – Napóleon partra száll Málta szigetén,[6] és elűzi a Máltai lovagrendet. A franciák két évre beveszik magukat Valletta városába.
- június 26. – I. Ferenc betiltja a magyarországi olvasóköröket.
- július 2. – Napóleon partra száll Egyiptomban.[7]
- július 7. – Az Amerikai Egyesült Államok hadüzenet nélküli háborút kezd a forradalmi Franciaország ellen.[8]
- július 23. – Napóleon elfoglalja Kairót.[9]
- augusztus 1. - A Lord Nelson vezette angol hajóhad a nílusi csatában az Abukir-öbölben legyőzi a francia flottát.[10]
- november 7. - I. Ferenc magyar király tanulmányi és cenzúra igazgatóságot szervez a Cseh-Osztrák Kancellárián belül, Magyarországra is kiterjedő hatáskörrel.

### Határozatlan dátumú események
- Hülff Bálint császári őrnagy négy kerületre osztva elkészíti Pest város csatornázási tervét. (Kerületenként 3-3 embert alkalmazott a csatornák kitisztítására.)[11]
- Londonban megjelenik Thomas Malthus Tanulmány a népesedés elvéről című műve.[12]

## Születések
- január 17. – Auguste Comte, francia pozitivista filozófus († 1857)
- január 25. – Szász Károly államférfi, matematikus († 1853)
- február 15. – Kovachich József Miklós, jogtörténész, levéltáros, forráskutató († 1878)
- április 26. – Eugène Delacroix, francia festőművész († 1863)
- május 17. – Anton Šerf, szlovén író, költő, katolikus pap († 1882)
- június 14. – František Palacký, cseh történetíró, politikus († 1876)
- június 29. – Giacomo Leopardi, olasz költő és gondolkodó († 1837)
- július 11. – Paolo Savi olasz geológus és ornitológus († 1871)
- szeptember 1. – Gyulai Ferenc, császári és királyi táborszernagy, osztrák hadügyminiszter († 1868)
- szeptember 5. – Esterházy Johanna hárfás és mecénás († 1880)
- október 29. – Jakab István, drámaíró, műfordító, zeneszerző, publicista, az MTA tagja († 1876)
- november 12. – Kéry Imre, orvos, az MTA tagja († 1887)
- december 4. – Csapó Vilmos, honvéd ezredes († 1879)
- december 29. – Bárány Ágoston, ügyvéd, levéltáros, az MTA levelező tagja († 1849)
- Bővebb lista az 1798-ban született személyek kategóriában

## Halálozások
- január 11. – Baicsi János, alispán, költő (* 1742)
- február 1. – Josef Ignaz Gerl, Magyarországon is dolgozó osztrák építész, az egri Líceum első tervezője (* 1734)
- február 13. – Wilhelm Heinrich Wackenroder, német író (* 1773)
- június 4. – Giacomo Casanova, itáliai kalandor, az érzéki gyönyörök hivatásos hajszolója (* 1725)
- november 17. – Batthyány Ignác, erdélyi püspök (* 1741)
- december 4. – Luigi Galvani, olasz természettudós (* 1737)